# Instalaza C90
Die Instalaza C90 oder C90 ist eine ungelenkte rückstoßfreie Panzerabwehrhandwaffe aus Spanien. Sie gehört zu den leichtesten vergleichbaren Waffen.

## Entwicklung
Die Entwicklung der C90 begann Ende der 1970er-Jahre bei Instalaza in Saragossa. Ziel war die Entwicklung einer leichten Einweg-Panzerabwehrhandwaffe als Ersatz für die M-65 und M72. Die neue Waffe sollte über eine gesteigerte Kampfentfernung und eine größere Durchschlagsleistung verfügen. Ab 1983 erfolgte die Truppenerprobung bei der Grupos de Operaciones Especiales (GOE) der spanischen Streitkräfte. Nach Anpassungen an der Waffe und weiteren Tests startete ab 1989 die Serienfertigung. Die Waffe wird bis heute produziert und der aktuellen Bedrohungslage angepasst.

## Technik
Die C90 ist eine Einweg-Panzerabwehrhandwaffe, die ungelenkte Raketen im Kaliber 90 mm verschießt. Die Waffe wurde in verschiedenen Produktionslosen gebaut und laufend verbessert. Die erste Produktionsvariante war die C90-C aus dem Jahr 1989. Diese Waffe war 0,84 m lang und wog 4,2 kg. Es folgten die Ausführungen C90-CR (M3) im Jahr 1995 sowie die aktuelle C90-CR (M3.5). Diese wiegt 4,7 bis 5,3 kg und ist 0,94 m lang. Seit 2014 gibt es die C90 Reusable, welche ein neues, mehrfach verwendbares Abschussrohr hat. Diese wiegt 2,8 bis 3,9 kg und kann verschiedene Optiken und Visiere verwenden. Daneben entstand 2015 die Ausführung C90-CS / CS90. Diese wiegt 6,7 bis 7,2 kg und kann auch aus kleinen, geschlossenen Räumen abgefeuert werden. Weiter existiert die Trainingsvariante TR90, die eine Unterkalibergranate aus Kunststoff verschießt.

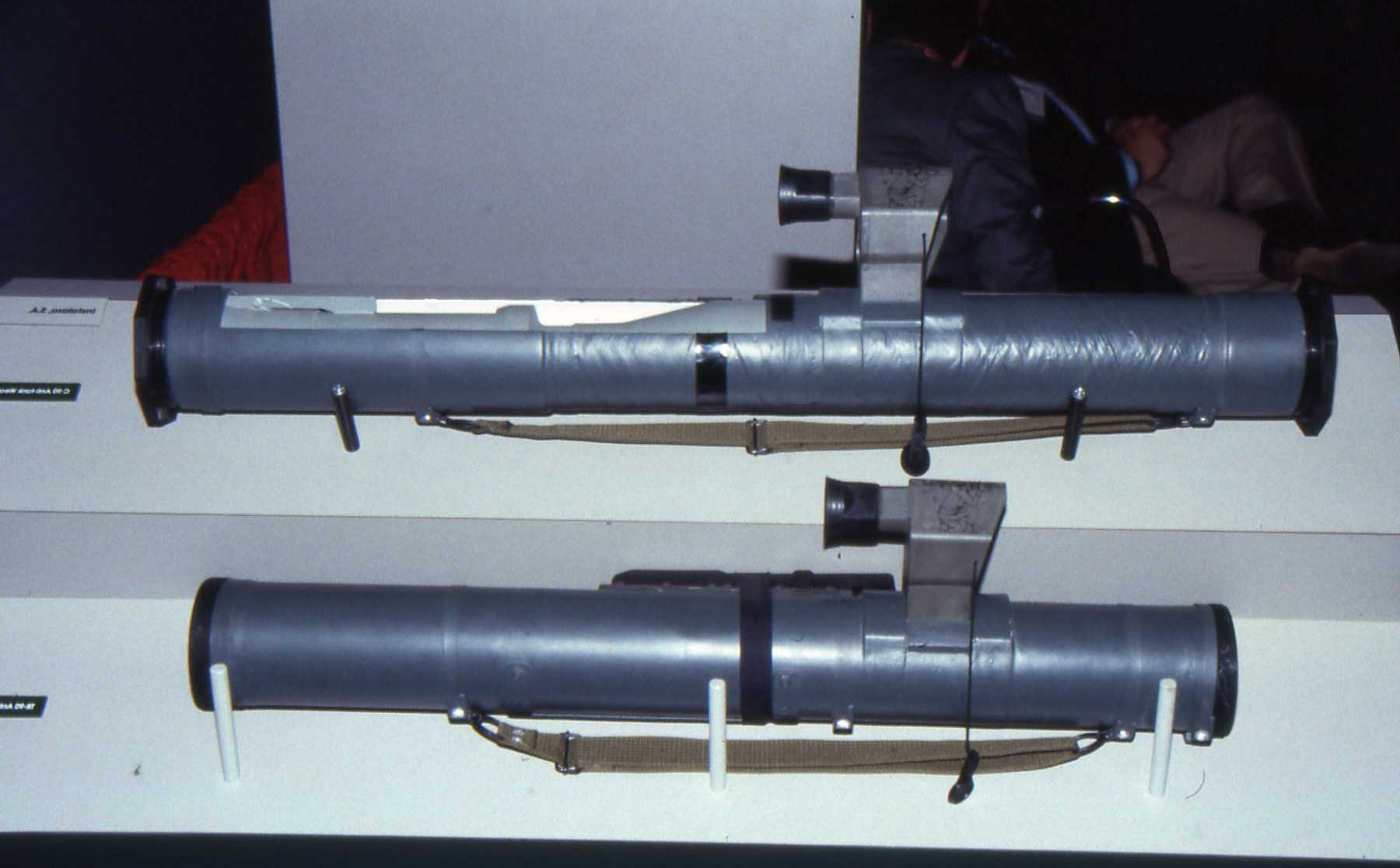
C90-C (unten) C90-CR (oben)

Die Waffe besteht aus einer Rakete in einem Transport- und Abschussrohr. Das Rohr ist aus glasfaserverstärktem Kunststoff gefertigt und daran ist ein aufmontiertes Visier sowie eine klappbare Schulterstütze und ein Pistolengriff angebracht. Die Rohrenden sind mit Abdeckungen aus gehärteten Schaumstoff verschlossen. Am Rohr befinden sich ein Tragegriff und etwa in Rohrmitte ein Spanngriff, der Sicherungsschalter sowie der Abzug. Im vorderen Drittel das Rohres ist das Visier montiert. Dieses hat ein einfaches Okular mit zweifacher Vergrößerung sowie eine Tritiumgaslichtquelle für den Einsatz bei Nacht. Weiter ist im Okular ein Fadennetz für die Entfernungsermittlung angebracht. Optional kann auf das Visier das VN38-Nachtsichtgerät mit 3,3facher Vergrößerung aufgesetzt werden. Seit 2020 steht auch das Nachtsichtgerät E-IVISION mit integriertem Laserentfernungsmesser zur Verfügung. Im Abschussrohr befindet sich die Rakete. Diese besteht aus einem Feststoffraketentriebwerk, sechs ausklappbaren Stabilisierungsflächen am Heck sowie dem Gefechtskopf mit dem Aufschlagzünder an der Raketenspitze. Je nach Version kommen unterschiedliche Gefechtsköpfe zur Anwendung, welche gegen verschiedene Ziele eingesetzt werden können. Die Standard-Rakete kann die Panzerung gepanzerter Fahrzeuge und leichter Kampfpanzer durchschlagen. Andere Raketen können gegen Infanterieziele, Feldbefestigungen und Gebäudestrukturen eingesetzt werden. In der C90 sind keine elektronischen Teile verbaut, was die Waffe wartungsfrei macht. Die Bedienung und Zündung erfolgten mechanisch bzw. pyrotechnisch.
Die C90 kann von einem einzelnen Menschen transportiert und eingesetzt werden. Das Herstellen der Feuerbereitschaft dauert 10 bis 15 Sekunden. Die Waffe kann geschultert, liegend, kniend stehend abgefeuert werden. Dabei beträgt die Mündungsgeschwindigkeit je nach Version 140 bis 160 m/s. Fahrende Fahrzeuge können auf eine Distanz von 200 bis 250 m und stehende Fahrzeuge auf bis zu 350 m bekämpft werden. Die Einsatzdistanz gegen Infanterieziele und Gebäude beträgt je nach Raketentyp 700 bis 800 m. Die leergeschossene Waffe wird nach Gebrauch weggeworfen.

## Varianten / Raketen

### C90-CR-RB
Dies ist die Standardrakete und verwendet als Gefechtskopf eine Hohlladung. Diese kann 500 mm Panzerstahl oder 1000 mm Stahlbeton durchschlagen. Das Gewicht der Waffe liegt bei 5,3 kg und die maximale Schussdistanz gegen Fahrzeuge beträgt 350 m.

### C90-CR-AM
Diese Ausführung verwendet einen Mehrzweckgefechtskopf. Dieser besteht aus einer Hohlladung und einem Splittermantel mit über 1.000 Stahlkugeln. Die Hohlladung kann 220 mm Panzerstahl oder 650 mm Stahlbeton durchschlagen. Der Splitterwirkungskreis gegen lebende Ziele berägt rund 21 m. Das Gewicht der Waffe liegt bei 5,2 kg. Die maximale Schussdistanz gegen Fahrzeuge beträgt 350 m und gegen Gebäude 800 m.

### C90-CR-FIM
Dieser Raketentyp verwendet einen Rauch/-Brandgefechtskopf mit 1,3 kg Weißem Phosphor. Das Gewicht der Waffe liegt bei 5,6 kg und die maximale Schussdistanz gegen Gebäude beträgt 750 m.

### C90-CR-BK
Diese Rakete kommt bei der Bekämpfung von Bunkern und Gebäudestrukturen zur Anwendung. Der Gefechtskopf wurde von der RUAG entwickelt und besteht aus einer Vorhohlladung und einem anschließenden Splittergefechtskopf. Die Vorhohlladung kann über 140 mm Stahl oder 300 mm Stahlbeton durchschlagen. Der Splittergefechtskopf folgt durch die entstandene Öffnung und detoniert im Gebäudeinneren. Dabei erzeugt dieser über 400 Stahlsplitter, die auf eine Distanz von rund 8 m tödlich wirken. Das Gewicht der Waffe liegt bei 5,4 kg und die maximale Schussdistanz gegen Gebäude beträgt 350 m.

## Verbreitung

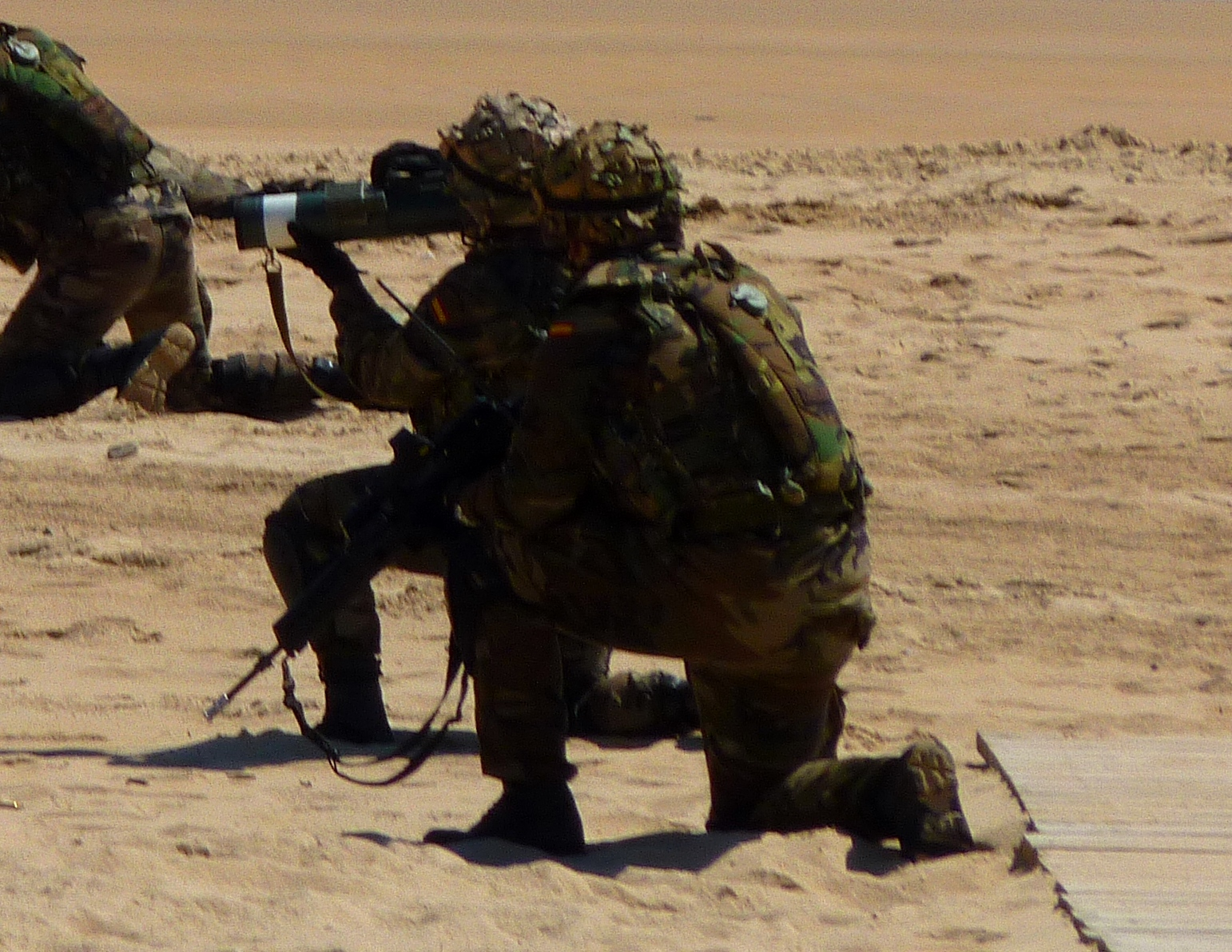
C90 der Infantería de Marina

- Brunei
- Ecuador
- El Salvador
- Estland
- Gabun
- Georgien
- Katar
- Kolumbien
- Kuwait
- Indien
- Indonesien
- Italien
- Jemen
- Malaysia
- Peru
- Portugal
- Saudi-Arabien
- Spanien
- Ukraine

Quellen: